# Wladyslaw Kwiatkowski
Władysław Kwiatkowski est un universitaire polonais, historien de la Littérature française moderne et professeur à l'Université Catholique de Lublin.

## Biographie
Władysław Kwiatkowski est né le 10 juillet 1930 au Czarnow.
Il a étudié la philologie à l'Université Catholique de Lublin (1950-1956), puis à Strasbourg et Paris (1957-1959). En permanence impliqués avec l'Université Catholique de Lublin, où il a travaillé sans interruption depuis ses années d'étude, dans des postes tour à tour : d'assistant (1957), d'assistant de direction, enseignant et maître de conférences de littérature française moderne. Il obtient son doctorat en 1966.
Son principal centre de recherche a été le roman du XIXe siècle et XXe siècles et la dernière demi-siècle, la critique littéraire. Il est l'auteur d'une monographie importante sur Antoine de Saint-Exupéry : «'Saint-Exupéry. Samotność i więź'»(Lublin 2003; édition antérieure Varsovie 1969) et d'études sur d'autres écrivains comme Léon Bloy, Georges Bernanos, Albert Camus, Julien Green, François Mauriac, Charles Péguy, Chateaubriand. Il a publié de nombreuses traductions de la critique littéraire française (dont Pierre-Henri Simon, André Blanchet, Claude Lévi-Strauss, Jean Rousset, Jean Starobinski). 
À la fin de vie il publie dans le journal «Gazetą Niedzielną» une série de croquis sommaire des éminents écrivains catholiques français. Le travail majeur de Władysławw Kwiatkowski reste le «Dictionnaire des Français - Polonais/Français», qui a développé en collaboration avec Krzysztof Sobczyński. Ce dictionnaire réédité plusieurs fois depuis 1991, contenant 24 000 entrées se distingue par un large éventail de vocabulaire contemporain de la langue française, à la fois du vocabulaire des écrits et parlés. 
Władysław Kwiatkowski a également été l'auteur de quelque 15 études et articles sur la littérature française contemporaine, plusieurs traductions - principalement dans le domaine de la critique littéraire française.
Il est décédé le 5 juin 2004 à Kielce.